# Salvador (film)
Salvador is een Amerikaanse oorlogsfilm uit 1986 onder regie van Oliver Stone.

## Verhaal
De Amerikaanse journalist Richard Boyle reist naar El Salvador. Hij brengt er verslag uit van een gruwelijke burgeroorlog die de media links hebben laten liggen. Hij gooit het op een akkoordje met de guerrillastrijders. Intussen moet hij zijn vriendin in veiligheid brengen.

## Rolverdeling
| Acteur           | Personage                |
| ---------------- | ------------------------ |
| James Woods      | Richard Boyle            |
| James Belushi    | Dr. Rock                 |
| Michael Murphy   | Thomas Kelly             |
| John Savage      | John Cassady             |
| Elpidia Carrillo | María                    |
| Tony Plana       | Maximiliano Casanova     |
| Colby Chester    | Jack Morgan              |
| Cynthia Gibb     | Cathy Moore              |
| Will MacMillan   | Kolonel Bentley Hyde sr. |
| Valerie Wildman  | Pauline Axelrod          |
| José Carlos Ruiz | Óscar Romero             |
| Jorge Luke       | Kolonel Julio Figueroa   |